# Luxgen N7
Luxgen n7 (стилизованно как n⁷) — это 5- или 7-местный электрический кроссовер среднего размера с аккумуляторной батареей, выпускаемый тайваньской автомобильной компанией Luxgen, примерно такого же размера, как Luxgen URX с двигателем внутреннего сгорания.
Он был разработан Foxtron, совместным предприятием, созданным в 2020 году материнской компанией Luxgen Yulon и  Foxconn. Первый публичный показ концептуального автомобиля Foxtron Model C состоялся в октябре 2021 года, а версия n7 была анонсирована в октябре 2022 года, производство началось в конце 2023 года.

### История
Концепт Foxtron Model C был представлен на втором ежегодном мероприятии Hon Hai Tech Day в октябре 2021 года, а год спустя была показана серийная версия, которая будет продаваться на Тайване как Luxgen n7.  Продажи по предзаказу планировалось начать в октябре 2022 года, а производство должно было начаться в ноябре 2023 года. Первые автомобили были поставлены розничным покупателям к середине января 2024 года.
К сентябрю 2023 года Luxgen получила 20 000–25 000 предварительных заказов на n7;  в то время у n7 была самая низкая стартовая цена среди всех электромобилей на Тайване. К ноябрю было подтверждено более 9100 предзаказов. Ожидается, что Model C или ее производная поступит в продажу в Юго-Восточной Азии и США к третьему кварталу 2025 года.

### Галерея

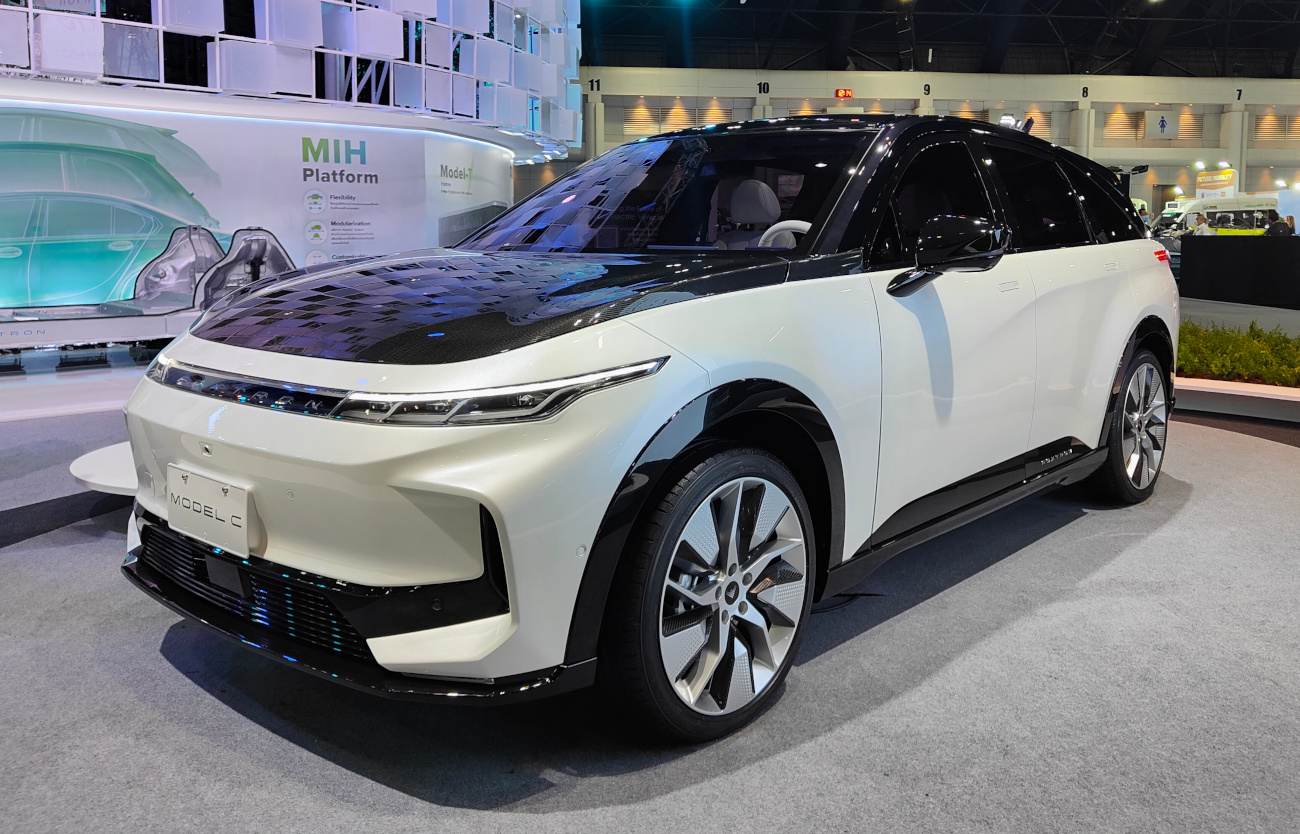
Foxtron Model C

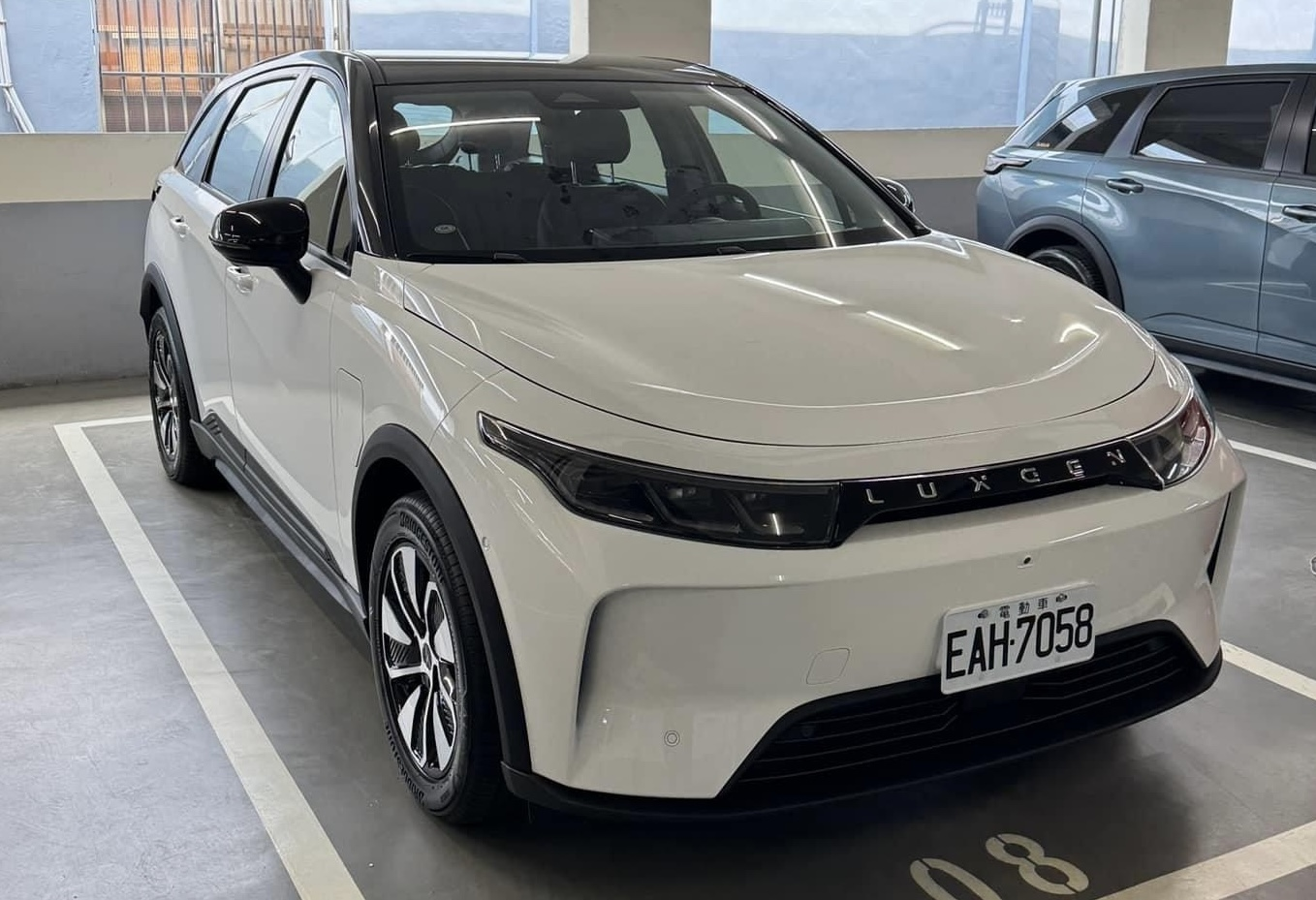
Luxgen N7

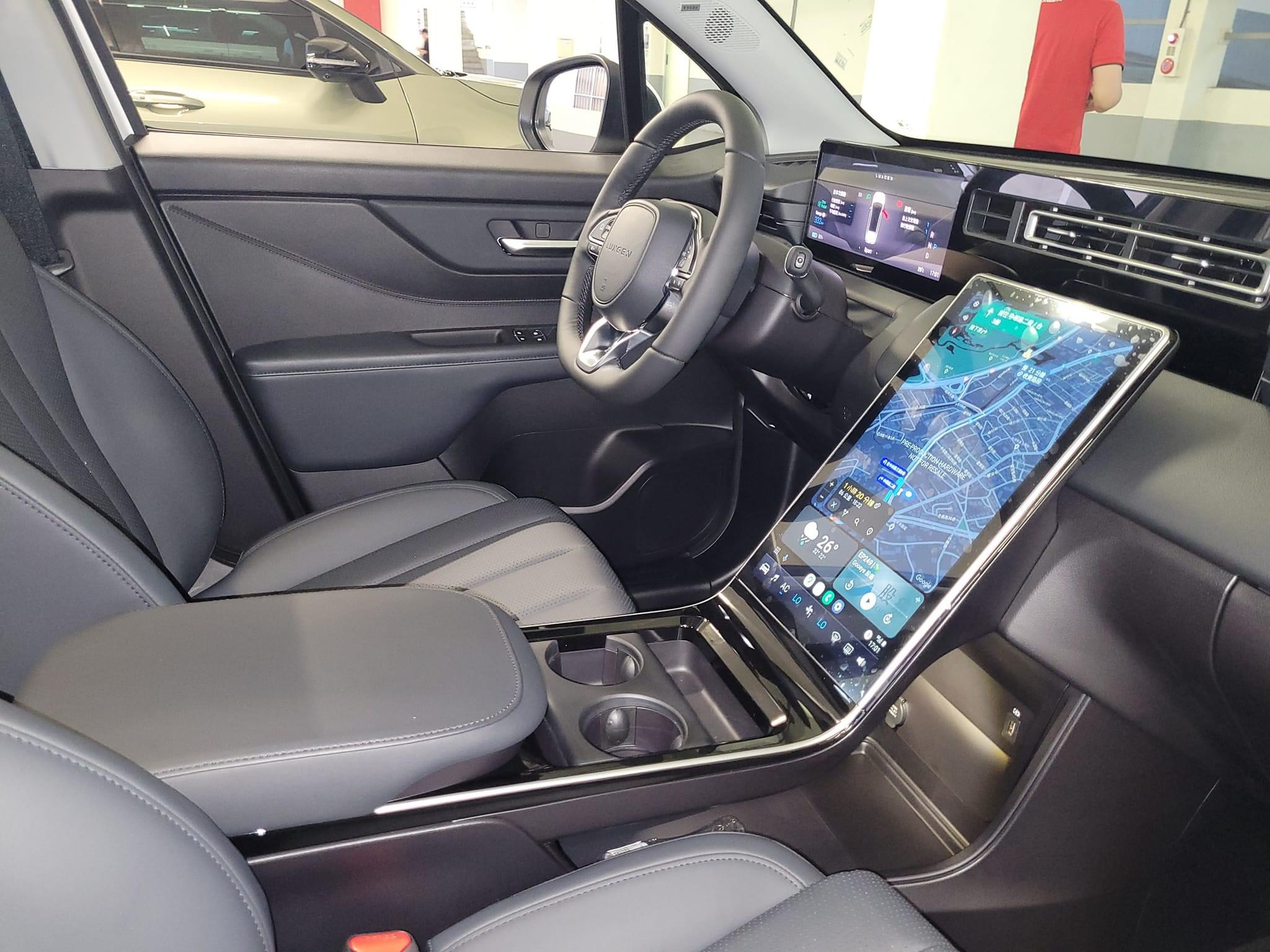
Интерьер